# Gemelli di Apocalisse
I Gemelli di Apocalisse (Apocalypse Twins), i cui veri nomi sono Eimin e Uriel Worthington, sono dei personaggi dei fumetti creati da Rick Remender (testi) e Olivier Coipel (disegni), pubblicati dalla Marvel Comics. Apparsi per la prima volta sulle pagine di Uncanny Avengers n. 5 (marzo 2013), Eimin e Uriel sono una coppia di supercriminali nati dall'unione di Arcangelo e Pestilenza, poi rapiti e cresciuti nel futuro da Kang il Conquistatore.

## Biografia dei personaggi

### Origini
Concepiti durante l'ascesa di Arcangelo al trono di Apocalisse, i Gemelli videro la luce solamente mesi dopo la sconfitta del padre. Partoriti dall'asiatica Ichisumi, ossia il Cavaliere Pestilenza, i due neonati le furono sottratti da Kang che poco dopo scomparve nel flusso temporale diretto al futuro.
Conscio che i mutanti avrebbero sempre ostacolato i suoi piani e che il suo dominio si sarebbe infranto contro l'enorme potenza dei Gemelli, che avrebbero finito per ucciderlo, il motivo di Kang dietro il loro rapimento e l'acquisizione dell'ascia Jarnbjorn, incantata da Thor, non è altri che quello di impedire l'ascesa di un nuovo Apocalisse attorno a cui la sua specie si sarebbe raccolta.
Anni dopo, durante la loro fanciullezza, Kang segregò i Gemelli in uno dei campi di concentramento per mutanti del Teschio Rosso. A seguito di un tentativo di fuga andato male Ahab, gestore del campo, costrinse Uriel a strappare gli occhi alla sorella altrimenti avrebbe provveduto lui stesso a ucciderla.

### Age of Ultron
Sfruttando la realtà creata da Wolverine dopo l'uccisione di Hank Pym nel passato per impedire la creazione di Ultron, Kang sprona due giovani Gemelli a uccidere Colonnello America in modo da provargli di essere in grado di difendere i mutanti dalla malvagità degli umani. Seguito l'obiettivo fino alle fogne abitate dai Morlock Uriel si lascia sfuggire il Colonnello uccidendo invece, spronato dal padre adottivo, il ribelle Havok prima di ferirne mortalmente la moglie Rogue. Indignata dalla pietà mostrata dal fratello, Eimin la uccide prima che possa essere curata da un guaritore. Ritornati al palazzo di Kang, i due vengono puniti con qualche altro anno di detenzione nei campi di concentramento per mutanti del Teschio Rosso ma prima scoprono che l'ascia Jarnbjorn è conservata

### Ragnarok Now
Ritornati nel presente di Terra-616 da adulti, dopo essere fuggiti dalle grinfie di Kang, Eimin e Uriel interrompono la cerimonia con cui un Celestiale sta per eleggere Genocidio nuovo araldo dell'evoluzione e usando Jarnbjorn uccidono il dio alieno prendendo poi possesso dell'astronave di Apocalisse che utilizzano per distruggere il Vertice dello S.W.O.R.D. facendone precipitare i resti sulla Terra. Saliti a bordo dell'arca dei Gemelli, Thor e Sole Ardente vengono a conoscenza che i due tornati indietro nel tempo per impedire a Kang di uccidere ogni successore di Apocalisse utilizzando l'ascia lasciando che i mutanti non abbiano alcun campione a difenderli e di conseguenza essere sterminati dagli umani; inoltre, li mettono al corrente dei passati omicidi compiuti da Wolverine quando era al comando di X-Force, compresi il piccolo En Sabah Nur e Arcangelo. Al termine della trasmissione olografica con i due Vendicatori, Eimin e Uriel passeggiano fra le strade della metropoli Akkaba al Polo Nord scoprendo che la totalità dei suoi abitanti è completamente umana: poiché inutili ai loro piani, Uriel rilascia un'onda di tempo artificialmente accelerato che li incenerisce all'istante, provocando anche l'esplosione del luogo. Rientrati a bordo dell'arca, i due attivano la diga di tachioni impedendo così i viaggi spazio-temporali. Dopo aver utilizzato Jarnbjorn per uccidere un altro Celestiale, facendo ricadere la colpa sugli abitanti della Terra, Eimin mostra l'ultimo seme necessario per riportare in vita Daken, Mietitore, Banshee e Sentry e trasformarli nei quattro cavalieri della Morte. Dopo averli mandati a rapire Scarlet e Wonder Man per portarli sull'arca, i Gemelli spiegano loro che il piano consiste nel recuperare tutti i mutanti della Terra, porli in un sonno criogenico all'interno di speciali sarcofaghi per farli sopravvivere al viaggio fino a Saturno dove terraformeranno il Pianeta X, paradiso destinato ai mutanti. Messa a conoscenza del tentativo fallito di Arcangelo per evolvere la Terra a partire da Tabula Rasa, Scarlet accetta di eseguire l'incantesimo di estasi che dividerà per sempre umani e mutanti, sfruttando l'energia che Wonder Man le cede in fiducia.
Però le menti di Wolverine, Havok, Thor, Sole Ardente e Wasp di un futuro dove i gemelli riuscivano nel loro piano e li fermeranno, uccidendo Exitar, che voleva distruggere la terra per vendicare il compagno uccise. In seguito i gemelli verranno uccisi da Sole Ardente

## Poteri e abilità

### Eimin
Eimin è una mutante dalla pelle cremisi dotata di una doppia coppia di ali metalliche, che la rendono capace di volare come il padre, in grado di secernere miriadi di bolle di acido. Grazie alle manipolazioni di Kang, tale potere è stato intrecciato al flusso temporale facendo sì che la vittima rimanga intrappolata in un'eterna agonia. A seguito della perdita degli occhi, Kang le ha donato un nuovo potere definito sinestesia spazio-temporale che le permette di scorgere visioni del futuro tramite l'ascolto di musica.

### Uriel
Uriel è un mutante dalla pelle blu dotato di una doppia coppia di ali metalliche, che lo rendono capace di volare come il padre, in grado di generare una serie di lame incandescenti. Grazie alle manipolazioni di Kang, può piegare lo spazio e il tempo entro un certo raggio, creare dimensioni tascabili all'interno delle ali e rilasciare onde di tempo artificialmente accelerato in grado uccidere istantaneamente.